# Transports en commun de Crépy-en-Valois
Mobi (anciennement Cypré) est le réseau de transports en commun desservant Crépy-en-Valois, situé dans le département de l'Oise, dans la région des Hauts-de-France. Le réseau est organisé par la Communauté de communes du Pays de Valois (CCPV).
L'exploitation du réseau est faite par RATP Dev, via sa filiale Les Cars Charlot.

## Histoire

### 2011: Création du réseau urbain Cypré
Le 1er décembre 2011, le réseau Cypré voit le jour, et est alors composé d'une ligne desservant la commune de Crépy-en-Valois et sa gare.
Deux années après son lancement, une deuxième ligne voit le jour le 2 décembre 2013, permettant de desservir l'Est de la ville et de la relier à la gare, conjointement avec la première ligne existante. A cette date, la fréquence de passage sur les deux lignes composant le réseau Cypré est d'un passage toutes les 15 minutes, fonctionnant du Lundi au Samedi de 6h00 à 20h00,,.

### 2025: Nouvelle identité du réseau
Le 2 janvier 2025, le réseau Cypré change de nom et devient Mobi. Ce changement de nom s'accompagne également d'un remodelage des deux lignes composant le réseau,:
- La ligne 1, reliant jusqu'alors le Centre Aquatique à La Passerelle, se voit rajouter 3 arrêts entre "Hector Berlioz" et la gare de Crépy-en-Valois (John F. Kennedy, Pervenches et Primevères), l'arrêt "Levallois-Perret" est supprimé. Les arrêts "Les Tournelles", "Hauts de Bouillant" et "Sente aux ânes" ne sont quand à eux desservis que par quelques courses dans la journée.
- La ligne 2, reliant le Centre Aquatique à Avenue de Senlis, les arrêts "Ampère", "Blaise Pascal" et "Centre de recherche" ne sont desservis que par quelques courses. La ligne se voit par ailleurs rajouter l'arrêt "Bois de Tillet" entre les arrêts "Parc d'Activités et "Stade". 2 arrêts sont également ajoutés entre "Saint-Ladre" et la gare de Crépy-en-Valois (Louis Pasteur et Marie Rotsen). Enfin, à l'Ouest de la ligne, les arrêts "Bruyères", "Roncettes" et "Raymond Poincaré", ajoutés eux aussi au parcours, ne sont desservis que par quelques courses, contrairement au nouvel arrêt "Zell Mosel" qui est desservi systématiquement.

Vers la fin de l'année 2025, le réseau de bus Mobi s'étendra encore, vers d'autres gares desservant la Communauté de commune du Pays de Valois.

## Réseau actuel
Au 1er mai 2025, le réseau est composé de 2 lignes urbaines.

### Lignes urbaines
| Ligne | Caractéristiques | Caractéristiques                                                        | Caractéristiques                                                        | Caractéristiques                                                        | Caractéristiques                                                        | Caractéristiques                                                        | Caractéristiques                                                        | Caractéristiques                                                        | Caractéristiques                                                        |
| 1     | Crépy-en-Valois – La Passerelle ⥋ Crépy-en-Valois – Centre Aquatique | Crépy-en-Valois – La Passerelle ⥋ Crépy-en-Valois – Centre Aquatique    | Crépy-en-Valois – La Passerelle ⥋ Crépy-en-Valois – Centre Aquatique    | Crépy-en-Valois – La Passerelle ⥋ Crépy-en-Valois – Centre Aquatique    | Crépy-en-Valois – La Passerelle ⥋ Crépy-en-Valois – Centre Aquatique    | Crépy-en-Valois – La Passerelle ⥋ Crépy-en-Valois – Centre Aquatique    | Crépy-en-Valois – La Passerelle ⥋ Crépy-en-Valois – Centre Aquatique    | Crépy-en-Valois – La Passerelle ⥋ Crépy-en-Valois – Centre Aquatique    | Crépy-en-Valois – La Passerelle ⥋ Crépy-en-Valois – Centre Aquatique    |
| ----- | --- | ----------------------------------------------------------------------- | ----------------------------------------------------------------------- | ----------------------------------------------------------------------- | ----------------------------------------------------------------------- | ----------------------------------------------------------------------- | ----------------------------------------------------------------------- | ----------------------------------------------------------------------- | ----------------------------------------------------------------------- |
| 1     | Ouverture / Fermeture 1er décembre 2011 / — | Longueur —                                                              | Durée 20-30 min                                                         | Nb. d’arrêts 16                                                         | Matériel Minibus                                                        | Jours de fonctionnement L, Ma, Me, J, V, S                              | Jour / Soir / Nuit / Fêtes O / N / N / N                                | Voy. / an —                                                             | –                                                                       |
| 1     | Desserte : - Communes et lieux desservis : Crépy-en-Valois - Gares desservies : Crépy-en-Valois |                                                                         |                                                                         |                                                                         |                                                                         |                                                                         |                                                                         |                                                                         |                                                                         |
| 1     | Autre : - Amplitude horaire et fréquence : - Du Lundi au Vendredi : La ligne fonctionne de 5h50 à 19h30, avec un passage toutes les 20 minutes environ. - du Lundi au Samedi : La ligne fonctionne de 9h00 à 18h50, avec un passage toutes les 20 minutes environ. - Particularités : - Les arrêts "Les Tournelles", "Hauts de Bouillant" et "Sente aux ânes" ne sont desservis que par quelques courses en direction de La Passerelle. |                                                                         |                                                                         |                                                                         |                                                                         |                                                                         |                                                                         |                                                                         |                                                                         |
| 1     | Dernière actualisation : 23 mai 2025 |                                                                         |                                                                         |                                                                         |                                                                         |                                                                         |                                                                         |                                                                         |                                                                         |
| 2     | Crépy-en-Valois – Centre Aquatique ⥋ Crépy-en-Valois – Avenue de Senlis | Crépy-en-Valois – Centre Aquatique ⥋ Crépy-en-Valois – Avenue de Senlis | Crépy-en-Valois – Centre Aquatique ⥋ Crépy-en-Valois – Avenue de Senlis | Crépy-en-Valois – Centre Aquatique ⥋ Crépy-en-Valois – Avenue de Senlis | Crépy-en-Valois – Centre Aquatique ⥋ Crépy-en-Valois – Avenue de Senlis | Crépy-en-Valois – Centre Aquatique ⥋ Crépy-en-Valois – Avenue de Senlis | Crépy-en-Valois – Centre Aquatique ⥋ Crépy-en-Valois – Avenue de Senlis | Crépy-en-Valois – Centre Aquatique ⥋ Crépy-en-Valois – Avenue de Senlis | Crépy-en-Valois – Centre Aquatique ⥋ Crépy-en-Valois – Avenue de Senlis |
| 2     | Ouverture / Fermeture 2 décembre 2013 / — | Longueur —                                                              | Durée 20-30 min                                                         | Nb. d’arrêts 20                                                         | Matériel Minibus                                                        | Jours de fonctionnement L, Ma, Me, J, V, S                              | Jour / Soir / Nuit / Fêtes O / N / N / N                                | Voy. / an —                                                             | –                                                                       |
| 2     | Desserte : - Communes et lieux desservis : Crépy-en-Valois - Gares desservies : Crépy-en-Valois |                                                                         |                                                                         |                                                                         |                                                                         |                                                                         |                                                                         |                                                                         |                                                                         |
| 2     | Autre : - Amplitude horaire et fréquence : - Du Lundi au Vendredi : La ligne fonctionne de 6h00 à 19h30, avec un passage toutes les 20 minutes environ. - Le Samedi : La ligne fonctionne de 9h00 à 18h50, avec un passage toutes les 20 minutes environ. - Particularités du Lundi au Vendredi : - En direction de Avenue de Senlis : les arrêts "Blaise Pascal", "Ampère", "Bruyères", "Roncettes" et "Raymond Poincaré" ne sont desservis que par quelques courses. L'arrêt "Centre de recherche" n'est desservi que par 6 courses l'après-midi. - En direction de Centre Aquatique : l'arrêt "Centre de recherche" n'est desservi que par 4 courses le matin. - Particularités du Samedi : - En direction de Avenue de Senlis : les arrêts "Bruyères", "Roncettes" et "Raymond Poincaré" ne sont desservis que par quelques courses. |                                                                         |                                                                         |                                                                         |                                                                         |                                                                         |                                                                         |                                                                         |                                                                         |
| 2     | Dernière actualisation : 23 mai 2025 |                                                                         |                                                                         |                                                                         |                                                                         |                                                                         |                                                                         |                                                                         |                                                                         |

## Exploitation
Depuis le 1er décembre 2024, dans le cadre d'une délégation de service public (DSP), le groupe RATP Dev, via sa filiale Les Cars Charlot, exploite le réseau de bus Mobi pour une durée de 5ans.

## Tarification et financement

### Tarification
Depuis leur création en 2011, les transports en commun de Crépy-en-Valois sont gratuits.